# EcoDesigner
EcoDesigner je softwarový výrobek vyvíjený společností Graphisoft a integrovaný do BIM/CAD konstrukčního systému ArchiCAD, technicky se jedná o API doplněk, tedy zásuvný modul ArchiCADu. EcoDesigner slouží k vyhodnocení energetické náročnosti budovy a její optimalizaci již v prvních fázích projektu. S jeho pomocí lze navrhnout úsporný dům. Je převážně určen architektům a projektantům, nikoli specialistům.
Za pomoci programu Graphisoft EcoDesigner může architekt jednoduše analyzovat energetickou náročnost svého návrhu. Díky přesným a poměrně jednoduše a rychle získaným údajům lze dostát požadavkům norem a vyjít vstříc nárokům klienta na co nejnižší náklady na provoz budovy.

## Základní funkce
EcoDesigner provede automaticky analýzu geometrie "archicadovského" modelu, resp. konstrukcí relevantních pro energetický výpočet. Její výsledek vizualizuje barevným označením konstrukcí ve 2D výkresech i 3D modelu. Označené konstrukce se tak zobrazí v různých barvách v půdorysech i 3D modelu podle jejich typu (příčky, plášť budovy, střechy, podlahy). Automaticky provedenou analýzu lze ručně upravit.
Do programu je zabudováno propojení s on-line databází hydrometeorologických údajů americké vládní organizace NOAA (National Oceanic & Atmospheric Administration), která eviduje podrobné údaje o situaci v každém místě na Zemi od roku 2000. Tyto údaje lze ovšem zadat i ručně. Zeměpisné souřadnice a orientace jsou převzaty z ArchiCADu
Obdobně pracuje program s charakteristikami materiálů, tedy např. s tepelně izolačními vlastnostmi. Charakteristiky jsou přebírány z "archicadovské" virtuální budovy a lze je ručně doplnit či upravit např. podle katalogových listů jednotlivých produktů.
Jakmile jsou zadána všechna potřebná data, EcoDesigner spustí StruSoft VIPCore Calculation Engine, který provede dynamickou analýzu zisků/ztrát energie. Výsledky výpočtu jsou generovány do XML formátu. Výstupem jsou diagramy, grafy a tabulky obsahující informace jako jsou roční spotřeba energie, emise CO2 a měsíční bilance energetických zisků a ztrát. Pro výpočet bilance tepelných zisků a ztrát je nutné zadat další údaje o TZ systému budovy – vzduchotechnika, solární panely, tepelné čerpadlo atp.
V záhlaví dokumentů se zobrazují základní údaje, jako jsou jméno projektu, zeměpisné souřadnice resp. název obce, typ aktivity, celková vytápěná plocha, celkový vytápěný prostor tak, jak byly zadány uživatelem v úvodním dialogovém okně po spuštění EcoDesigneru. Dalšími údaji jsou U – koeficient budovy, diagram ročních CO2 emisí budovy a měsíční bilance energetických zisků a ztrát – celková a rozdělená podle funkce (vytápění a jiné) a zdroje (plyn, nafta, uhlí, elektřina, aj.). Údaje jsou graficky uspořádány po měsících, horní oblast grafu zobrazuje emise, spodní oblast zisky energie. Všechny dokumenty lze vytisknout či uložit ve formátu PDF.
U verze ArchiCADu 16 je nástroj na bázi softwaru EcoDesigner pro vyhodnocování energetické náročnosti budovy již integrovanou součástí ArchiCADu.
EcoDesigner získal v roce 2009 Čestné uznání v klání stavebních výrobků a technologií o Výrobek roku.

## Systémové požadavky na EcoDesigner
EcoDesigner je určen pro ArchiCAD 12 a vyšší a ArchiCAD SE 2009 a vyšší, a to na obou platformách MS Windows (Windows XP a Vista) i MacOS (MacIntel s Mac OS X 10.4 a vyšší).